# Sedgefield
Sedgefield – miasto i civil parish w Wielkiej Brytanii, w Anglii, w hrabstwie Durham. W 2011 roku civil parish liczyła 5211 mieszkańców.